# Inyección letal

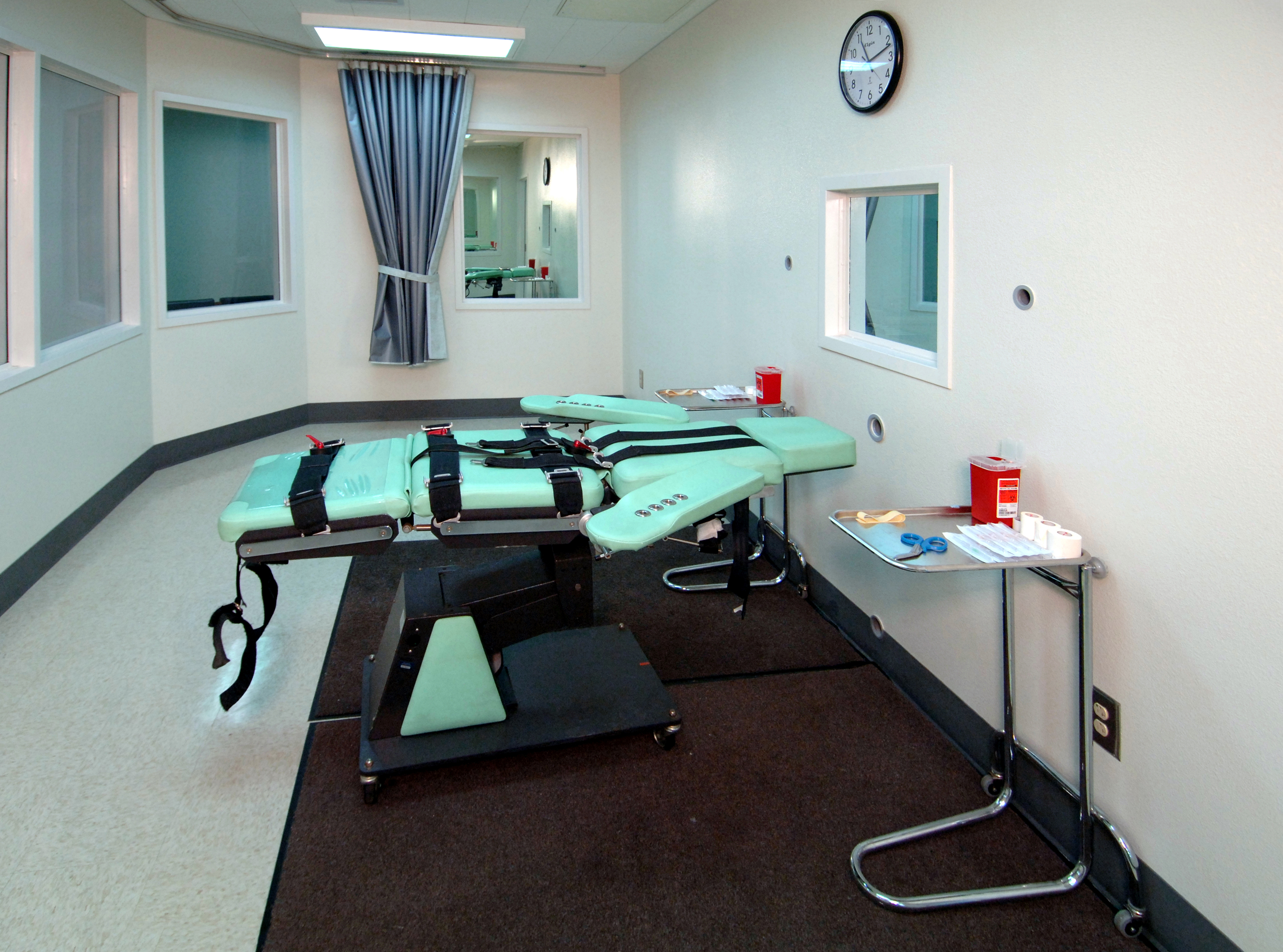
Sala de ejecución por inyección letal de la Prisión Estatal de San Quentin ubicada en California, Estados Unidos. 2010.

La inyección letal es un método de ejecución que consiste en inyectar por vía intravenosa y de manera continua una cantidad letal de diversos fármacos combinados, que producen, sucesivamente, inconsciencia, parálisis respiratoria y paro cardíaco con el fin de provocar el fallecimiento rápido al paciente. 
Su uso es legal en la República Popular de China, Vietnam y Estados Unidos. La inyección letal también es usada para la aplicación de la eutanasia en los países que tienen legalizada dicha práctica (Países Bajos, Bélgica, Colombia, España, Luxemburgo, Nueva Zelanda y Canadá), si bien para este uso se prescinde del cloruro de potasio y se administran en secuencia una benzodiacepina (midazolam) para disminuir el nivel de conciencia antes de inducir el coma, un anestésico local (lidocaína) para evitar el dolor que causan los medicamentos inductores del coma, un hipnótico (propofol o tiopental) para poner al paciente en un estado de coma profundo y finalmente se administra un bloqueante neuromuscular (rocuronio, vecuronio, atracurio o cisatracurio) que provoca una parada respiratoria y el paciente muere por asfixia.

## Componentes

### Hipnóticos, sedantes y analgésicos
Estos fármacos depresores son los primeros que se administran y su función es inhibir las funciones cerebrales, provocando lo que se conoce como hipnosis anestésica, un estado donde se pierde la conciencia y se suprimen los sentidos. Es primordial que actúen convenientemente para que la persona ejecutada no reaccione frente a la acción de las sustancias que se introducen a continuación en el torrente sanguíneo.
- Tiopental sódico,  es un barbitúrico de acción inmediata y de duración breve, que se utiliza como inductor de la anestesia y para producir anestesia general de corta duración.  Su efecto por vía intravenosa aparece con rapidez (30 a 40 seg) y persiste de 10 a 30 min. Carece de propiedades relajantes musculares o analgésicas y su principal función es producir pérdida de la conciencia.
- Pentobarbital, se trata de un barbitúrico de acción rápida que ha sido utilizado en sustitución del tiopental cuando las empresas farmacéuticas se negaron a suministrar éste a las prisiones, es usado habitualmente para la eutanasia animal.
- Midazolam, es una sustancia de acción depresora corta sobre el sistema límbico, con propiedades sedantes, ansiolíticas, amnésicas, anticonvulsivantes y relajantes musculares. En altas dosis produce un estado de sopor e inconsciencia.
- Hidromorfona, es un analgésico opioide, derivado semisintético de la morfina. Se indica para combatir el dolor intenso. En combinación con los sedantes contribuye a la acción de estos. Ha sido utilizado por los estados de Arizona y Ohio en protocolos de dos medicamentos, Louisiana también tiene este fármaco en su protocolo de ejecución, si bien, nunca lo ha utilizado.
- Etomidato, utilizado en el estado de Florida como fármaco para anestesiar al preso.
- Diazepam, después de ser declarada inconstitucional la silla eléctrica en el estado de Nebraska, dicho estado ejecutó al recluso Carey Dean Moore con un nuevo protocolo de cuatro fármacos (diazepam, fentanilo, cisatracurio y cloruro de potasio) en el que se incluía este medicamento. Esta ha sido la única ejecución realizada por Nebraska mediante inyección letal.
- Fentanilo, fármaco utilizado por el estado de Nebraska en la única ejecución por inyección letal.
- Metohexital, barbitúrico similar al tiopental presente en el protocolo de ejecución del estado de Indiana.
- Ketamina, sedante utilizado por los estados de Nevada y Utah en sus protocolos de ejecución.

### Bloqueadores neuromusculares
Llamados relajantes musculares, provocan un desfase entre el impulso neuroeléctrico y el músculo estriado, lo que impide su contracción, derivando en parálisis generalizada, incluida la de los músculos respiratorios, con lo que se detiene la respiración, con la consiguiente asfixia.
- Pancuronio, bloqueador mioneural no despolarizante, se usa para producir relajación pre o intranestésica y en el tratamiento del tétanos.
- Vecuronio, derivado del anterior.
- Rocuronio, utilizado por varios estados, entre ellos Florida.
- Cisatracurio, utilizado por el estado de Nebraska para ejecutar a Carey Dean Moore siendo esta la única ejecución realizada en este estado mediante inyección letal. El estado de Nevada también lo utiliza en su protocolo de ejecución.

### Agentes dadores de iones potasio
Saturan el medio tisular de iones potasio (K+) impidiendo su flujo al exterior de las células del músculo cardiaco, lo que deriva en su paralización.
- Solución de cloruro de potasio.
- Acetato de potasio, está presente en el protocolo de inyección letal del estado de Florida junto al etomidato y al rocuronio.

## Modalidades de uso
Normalmente, los estados suelen usar un protocolo de tres fármacos (hipnótico, bloqueante neuromuscular y cloruro de potasio) o bien de un único fármaco consistente en una dosis masiva de un barbitúrico. Otra combinación incluye un protocolo de cuatro fármacos consistente en diazepam, fentanilo, cisatracurio y cloruro de potasio. Esta combinación se utiliza en los estados de Nevada y Nebraska.

## Controversias
Actualmente se debate en Estados Unidos, en los estados donde está establecido este sistema de inyección de las tres sustancias como sistema de ejecución, si realmente produce una muerte indolora o existe sufrimiento por parte del condenado.
El 15 de septiembre de 2009 el reo estadounidense Romell Broom sobrevivió a su ejecución mediante inyección letal en la Prisión Sur (Southern Correctional Facility) de Lucasville, Ohio. El gobernador del estado, Ted Strickland, decidió suspender la ejecución y posponerla una semana después de que el condenado hubiera recibido 18 pinchazos en diversas partes del cuerpo.
El 22 de febrero de 2018, el estado de Alabama tuvo que suspender la ejecución de Doyle Lee Hamm, que había sido condenado a morir por el procedimiento de la inyección letal. Según los médicos que le trataron de su enfermedad, las venas estaban tan deterioradas que podrían haber reventado en plena ejecución, causándole al reo un sufrimiento añadido. David fue condenado en 1987 tras asesinar de un disparo en la cabeza al empleado de un motel durante un atraco.